# Better By Far
Better By Far es el octavo álbum de estudio de la banda británica de rock psicodélico Caravan.
A pesar de contar en la producción con Tony Visconti, esta nueva propuesta musical fue de nivel inferior a sus discos anteriores. Hay ciertos destellos de sus mejores momentos en temas como "The Last Unicorn", "Nightmare" o el corte compuesto por Jan Schelhaas "Man In A Car". El resto son canciones más inclinadas al pop que al rock progresivo de su etapa anterior.
Tras esta grabación y antes de finalizar el año,  Richard Sinclair retorna para grabar un nuevo disco que queda sin editado debido a problemas con la compañía discográfica. Finalmente en 1994 salió al mercado como "Cool Water " aunque solo con las canciones escritas por Pye Hastings, quedando fuera las de Richard Sinclair. 
Pye Hastings seguidamente estuvo grabando lo que debería haber sido un disco en solitario con músicos como Ian Mosley (posteriormente en Marillion) y Jon Gustafson (Ian Gillan Band, Roxy Music, etc). 
Mientras tanto el resto de los músicos, Jan Schelhass y David Sinclair se unen a Richard Sinclair que por entonces ya estaba en Camel y giran y graban con la banda de Andy Latimer. Geoffrey Richardson se une a la Penguin Cafe Orchestra.
No sería hasta 1980 cuando el grupo volvería a reunirse y grabar un nuevo disco.

## Lista de canciones
Lado A
| N.º | Título             | Duración |  |
| 1.  | «Feelin' Alright»  | 3:27     |  |
| 2.  | «Behind You»       | 5:01     |  |
| 3.  | «Better By Far»    | 3:23     |  |
| 4.  | «Silver Strings»   | 3:54     |  |
| 5.  | «The Last Unicorn» | 5:46     |  |

Lado B
| N.º | Título         | Duración |  |
| 1.  | «Give Me More» | 4:36     |  |
| 2.  | «Man In A Car» | 5:36     |  |
| 3.  | «Let It Shine» | 4:23     |  |
| 4.  | «Nightmare»    | 6:15     |  |

## Créditos

### Caravan
- Pye Hastings: Voz y guitarras.
- Richard Coughlan: Batería, percusión.
- Jan Schelhaas: Teclados, voces.
- Geoffrey Richardson: Viola, Guitarras, Flauta, Sitar, Mandolina, Voces
- Dek Messecar: bajo, Voces.

### Músicos adicionales
- Vicki Brown: voces (6).
- Fiona Hibbert: harpa (7).
- Tony Visconti: producción, contrabajo eléctrico (7), grabaciones (5).